# COSAFA Cup 1998
De COSAFA Cup 1998 was de tweede editie van dit voetbaltoernooi georganiseerd door de COSAFA (Council of Southern Africa Football Associations). Het toernooi werd verspreid over 1998 gehouden. Alle wedstrijden werden gehouden in het thuisspelende land.

## Voorronde
De winnaar van elke voorronde plaatste zich voor de eindronde.
|                                    |        |              |        |                                                 |
| 10 januari 1998 «onderlinge duels» | Malawi | 0 – 1        | Zambia | Chichiri Stadium, Blantyre Toeschouwers: 40.000 |
| 10 januari 1998 «onderlinge duels» |        | 39' Malitoli |        | Chichiri Stadium, Blantyre Toeschouwers: 40.000 |

|                                    |         |                                    |          |                                              |
| 18 januari 1998 «onderlinge duels» | Lesotho | 0 – 2                              | Zimbabwe | Setsoto Stadium, Maseru Toeschouwers: 12.000 |
| 18 januari 1998 «onderlinge duels» |         | 47' Nkonjera 55' (e.d.) Nts'onyana |          | Setsoto Stadium, Maseru Toeschouwers: 12.000 |

|                                    |                                        |              |                       |                                                 |
| 24 januari 1998 «onderlinge duels» | Namibië                                | 3 – 2 (n.v.) | Zuid-Afrika           | National Stadium, Windhoek Toeschouwers: 20.000 |
| 24 januari 1998 «onderlinge duels» | Goagoseb 44' Tjihero 89' Auchumeb 100' |              | 39' Mooki 62' Masinga | National Stadium, Windhoek Toeschouwers: 20.000 |

|                                    |               |       |                           |                                                 |
| 25 januari 1998 «onderlinge duels» | Botswana      | 1 – 2 | Mozambique                | National Stadium, Gaborone Toeschouwers: 18.000 |
| 25 januari 1998 «onderlinge duels» | Molwantwa 78' |       | 82' Tico-Tico 86' Avelino | National Stadium, Gaborone Toeschouwers: 18.000 |

|                                 |           |              |        |                                                       |
| 8 maart 1998 «onderlinge duels» | Swaziland | 0 – 1 (n.v.) | Angola | Somholo National Stadium, Lobamba Toeschouwers: 5.000 |
| 8 maart 1998 «onderlinge duels» |           | 100' Gamedze |        | Somholo National Stadium, Lobamba Toeschouwers: 5.000 |

## Eindfase
De eindfase bestond uit een groep waarin alle landen één keer tegen elkaar speelden. De winnaar van de groep was ook winnaar van het toernooi.
| Pos. | Team       | Gsp | G | G | V | DV | DT | DS | Pnt |
| ---- | ---------- | --- | - | - | - | -- | -- | -- | --- |
| 1    | Zambia     | 4   | 2 | 2 | 0 | 4  | 2  | +2 | 8   |
| 2    | Zimbabwe   | 4   | 2 | 0 | 2 | 8  | 5  | +3 | 6   |
| 3    | Angola     | 4   | 1 | 3 | 0 | 5  | 4  | +1 | 6   |
| 4    | Namibië    | 4   | 1 | 2 | 1 | 6  | 8  | −2 | 5   |
| 5    | Mozambique | 4   | 0 | 1 | 3 | 2  | 6  | −4 | 1   |

|                                  |                                                                       |       |                          |                                                      |
| 19 april 1998 «onderlinge duels» | Zimbabwe                                                              | 5 – 2 | Namibië                  | National Sports Stadium, Harare Toeschouwers: 20.000 |
| 19 april 1998 «onderlinge duels» | Muradzikwa 36' Nkonjera 44' (pen.) Mrewa 53' Ndlovu 72' Rinhemota 81' |       | 55' Uri Khob 89' Khaiseb | National Sports Stadium, Harare Toeschouwers: 20.000 |

|                               |                |       |           |                                                 |
| 3 mei 1998 «onderlinge duels» | Angola         | 1 – 1 | Zambia    | Estádio da Cidadela, Luanda Toeschouwers: 5.000 |
| 3 mei 1998 «onderlinge duels» | Chicangala 65' |       | 49' Tembo | Estádio da Cidadela, Luanda Toeschouwers: 5.000 |

|                                |             |       |            |                                                  |
| 16 mei 1998 «onderlinge duels» | Zambia      | 1 – 0 | Mozambique | Independence Stadium, Lusaka Toeschouwers: 8.000 |
| 16 mei 1998 «onderlinge duels» | Kamwanga 1' |       |            | Independence Stadium, Lusaka Toeschouwers: 8.000 |

|                                |            |                           |          |                                                |
| 24 mei 1998 «onderlinge duels» | Mozambique | 0 – 2                     | Zimbabwe | Estádio da Machava, Maputo Toeschouwers: 2.000 |
| 24 mei 1998 «onderlinge duels» |            | 81' Ndlovu 85' Muradzikwa |          | Estádio da Machava, Maputo Toeschouwers: 2.000 |

|                                |            |       |             |                                                |
| 30 mei 1998 «onderlinge duels» | Namibië    | 1 – 1 | Angola      | National Stadium, Windhoek Toeschouwers: 8.000 |
| 30 mei 1998 «onderlinge duels» | Angula 23' |       | 48' Pereira | National Stadium, Windhoek Toeschouwers: 8.000 |

|                                 |             |       |            |                                                 |
| 19 juli 1998 «onderlinge duels» | Mozambique  | 1 – 1 | Angola     | Estádio da Machava, Maputo Toeschouwers: 15.000 |
| 19 juli 1998 «onderlinge duels» | Arnaldo 85' |       | 51' Minhas | Estádio da Machava, Maputo Toeschouwers: 15.000 |

|                                    |            |       |             |                                                   |
| 8 augustus 1998 «onderlinge duels» | Zambia     | 1 – 1 | Namibië     | Independence Stadium, Lusaka Toeschouwers: 15.000 |
| 8 augustus 1998 «onderlinge duels» | Makasa 23' |       | 43' Hindjou | Independence Stadium, Lusaka Toeschouwers: 15.000 |

|                                     |                        |       |           |                                                  |
| 20 augustus 1998 «onderlinge duels» | Angola                 | 2 – 1 | Zimbabwe  | Estádio da Cidadela, Luanda Toeschouwers: 25.000 |
| 20 augustus 1998 «onderlinge duels» | Betinho 36' Amaral 59' |       | 39' Mrewa | Estádio da Cidadela, Luanda Toeschouwers: 25.000 |

|                                      |                         |       |             |                                                |
| 12 september 1998 «onderlinge duels» | Namibië                 | 2 – 1 | Mozambique  | National Stadium, Windhoek Toeschouwers: 8.000 |
| 12 september 1998 «onderlinge duels» | Tjikuzu 89' Shivute 89' |       | 41' Paulito | National Stadium, Windhoek Toeschouwers: 8.000 |

|                                      |          |             |        |                                                      |
| 27 september 1998 «onderlinge duels» | Zimbabwe | 0 – 1       | Zambia | National Sports Stadium, Harare Toeschouwers: 25.000 |
| 27 september 1998 «onderlinge duels» |          | 79' Kilambe |        | National Sports Stadium, Harare Toeschouwers: 25.000 |

| Winnaar COSAFA Cup 1998 |
| ----------------------- |
| ZAMBIA Tweede titel     |

## Topscorers
| Pos. | Speler              | Goals |
| ---- | ------------------- | ----- |
| 4    | Tauya Mrewa         | 2     |
| 4    | Peter Ndlovu        | 2     |
| 4    | Shepherd Muradzikwa | 2     |
| 4    | Benjamin Nkonjera   | 2     |